# Gian Luca Pallavicini
Gian Luca Pallavicini-Centurione (né à Gênes en 1697, mort à Bologne en 1773) est un noble et un diplomate au service de l'empire d'Autriche en qualité de gouverneur de Milan.

## Biographie
Gian Luca Pallavicini est un membre d'une famille noble de Gênes qui a, à plusieurs reprises, occupé des postes dans les institutions de la république de Gênes dont celle de doge.
Gian Luca Pallavicini rejoint le corps diplomatique autrichien et le 22 décembre 1744, il est nommé ministre délégué pour la Lombardie sous le règne de Marie-Thérèse d'Autriche. Le 9 mars 1745, il devient nommé ministre plénipotentiaire et commandant général des forces autrichiennes à Milan où il prend ses fonctions les 16 juin.
Il est nommé à ce poste le 15 décembre 1745 en raison de l'entrée  à Milan de Philippe de Bourbon qui se proclame roi de Lombardie après avoir presque réussi à chasser les Autrichiens du Milanais. Pallavicini se réfugie dans la forteresse de Mantoue où Marie-Thérèse lui donne autorité pour la création d'un gouvernement d'urgence jusqu'à ce que l'ordre soit restauré à Milan. Pallavicini retourne à Milan seulement le 25 août 1746.
Après ces événements, le gouvernement prend la décision de placer un homme à poigne pour gouverner le Milanais en la personne de Ferdinand Bonaventura von Harrach, feld-maréchal autrichien, qui ne est reste en fonction que jusqu'à 1750, année où Gian Luca Pallavicini est rappelé à ce poste.
À partir de 1749, dans une tentative d'obtenir les faveurs de la population milanaise, il organise des concerts avec la collaboration du musicien et du compositeur milanais Giovanni Battista Sammartini. Avec cette confiance retrouvée, le 26 septembre 1750, Gian Luca Pallavicini est nommé gouverneur de Milan. Afin de continuer d'impressionner les Milanais, lors des célébrations de son élection, il fait venir pour la première fois un rhinocéros qui est présenté à la population sur la place des Mercanti à Milan.
Le 22 septembre 1753, Pallavicini a quitte son poste à Milan et revient à la cour de Vienne, tandis que la fonction de gouverneur de Milan est assumée par l'archiduc Léopold.
Au cours des dernières années de sa vie, il se retire dans la Chartreuse de Bologne où il meurt en 1773. Un monument rappelle sa présence dans la ville.